# نادي نقاش الكتب

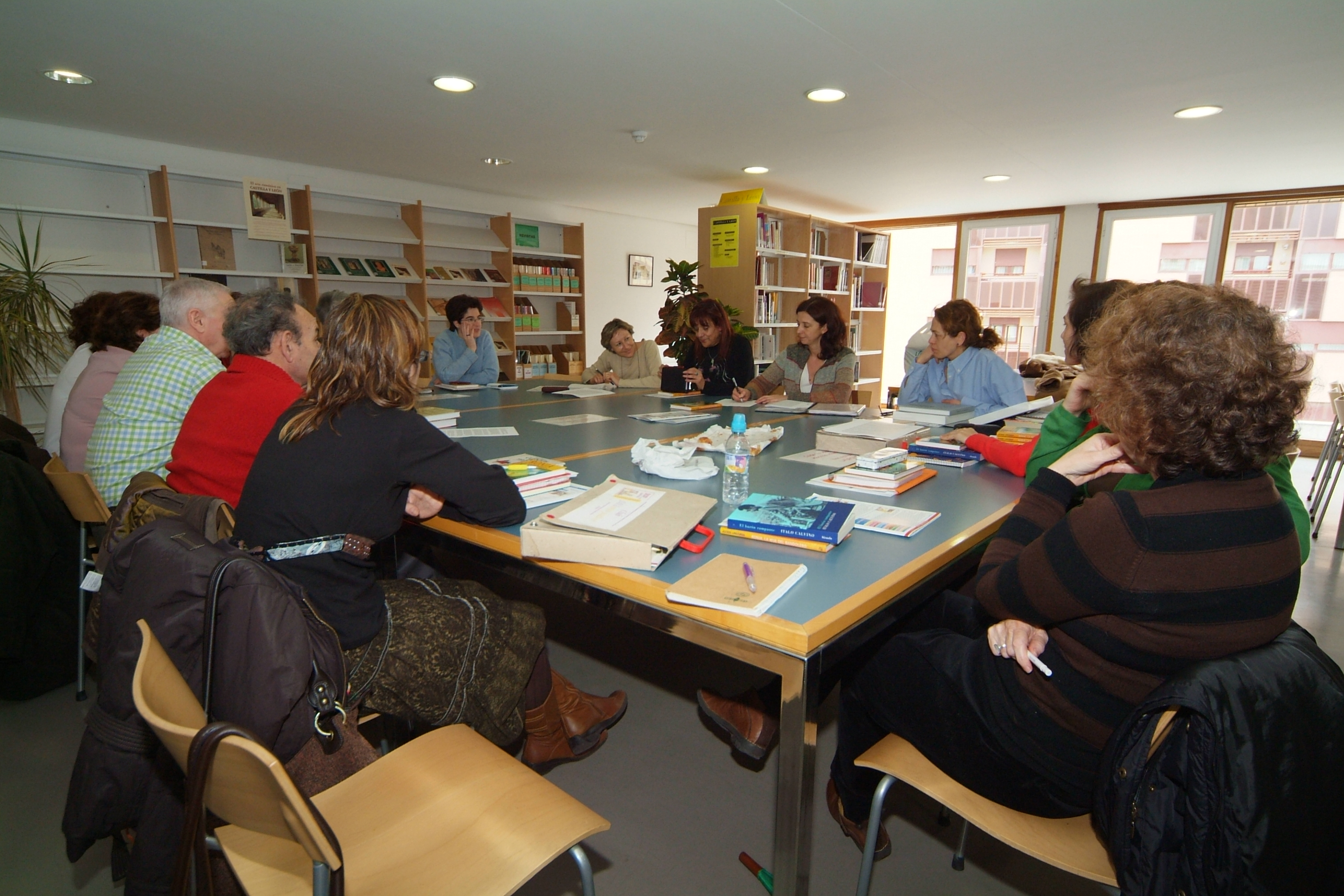
مجموعة من الأشخاص مجتمعين في نادي نقاش للكتب

نادي نقاش الكتب هو مجموعة من الأشخاص يجتمعون لمناقشة كتاب أو كتب قرؤوها ويعبِّرون عن آرائهم عنها، وما أعجبهم، وما لم يعجبهم، وإلى آخره. من المعروف أكثر أنه يدعى بنادي الكتاب، وهنالك مصطلح آخر يستخدم وهو «نادي بيع الكتب»، الذي يسبب نوعًا من الالتباس. وهنالك مصطلحات عدة تُستخدم أيضًا بدلًا من نادي نقاش الكتب، وهي: مجموعة القراءة، ومجموعة الكتب، ومجموعة نقاش الكتب.
يمكن أن تقام نوادي نقاش الكتب في المنازل، أو متاجر الكتب، أو المكتبات، أو منتديات إلكترونية، أو حانات، أو في المقاهي والمطاعم بينما يتناولون وجباتٍ أو مشروبات. هنالك نشاط مرتبط بنقاش الكتب، وهو برامج القراءة الجماعية، أو القراءة المشتركة، وتتضمن مؤسساتٍ تشجّع أعضاءها على نقاش كتب معيّنة في إطار المجموعة. برامج القراءة الجماعية عادةً ما تكون مرتبطة بمؤسساتٍ تعليمية تشجع طلابها على عقد تجمعات لنقاش الكتب.

## تاريخه
رغم أن النساء شكّلن مجموعات لدراسة الإنجيل منذ القرن السابع عشر، لم تنشأ حلقات القراءة العامة في كلٍ من أمريكا وأوروبا حتى نهاية القرن الثامن عشر. لم تكن حلقات القراءة مقتصرة على عرقٍ أو طبقةٍ اجتماعيةٍ معينة، إذ إن أحد أوائل المجاميع التي أنشِئت كانت للنساء السود في لين، ماساتشوستس، عام 1827. خلال القرن التاسع عشر، توسعت حلقات القراءة النسائية، وبدأن بالتحدث حول المشكلات الاجتماعية، مثل تحرير العبيد، ممهداتٍ لحركة إنهاء العبودية التي بدأت في نهاية ذلك القرن. خلال القرن العشرين، استمرت نوادي القراءة في كونها متنفسًا ثقافيًا وأداة سياسية متطرفة في آنٍ واحد.
في النصف الأول من القرن العشرين، كان ما يزال محظورًا على النساء أن يلتحقن بالعديد من الجامعات المرموقة، وتزامنت هذه الفترة مع ذروة نادي «كتاب الشهر» وحركة «الكتب العظيمة»، كان كلّ من النادي والحركة يشجعون المواطنين الأمريكيين العاديين على قراءة الروايات الأدبية الأصيلة.
للنساء دورٌ مهم في تأسيس نوادي القراءة الحديثة، وذلك نتيجة تهميشهنَّ في المجالات الثقافية الأخرى، وقد تمكنَّ من التأثير في مجال الكتب، بكونهن المهيمنات على مبيعات الكتب بنسبة ثمانين بالمئة.
وعدت الروائية توني موريسون تأسيس نادي قراءة أوبرا عام 1996 بدايةً لثورةٍ في القراءة، ففي السنوات الثلاث الأولى له، حققت نوادي أوبرا متوسط مبيعات وصل إلى 1.4 مليون نسخةٍ لكل ناد.
قالت عالمة الاجتماع كريستي كريغ إن النساء توجهن إلى نوادي الكتب لبناء روابط اجتماعية وعلاقات زمالة، خصوصًا في الأوقات المضطربة.
وجدت دراسة لمجلة بوكبروس عام 2018 أن 88% من نوادي الكتب الخاصة هي نوادٍ نسائية بالكامل، بينما فقط نصف من النوادي العامة -التي تُدار من قبل المكتبات- تضم رجالًا. وجدت الدراسة أن 70% من النوادي تقرأ الأعمال الروائية بالدرجة الأولى، بينما 93% منهم تقرأ كتبًا غير روائية من وقتٍ لآخر.

## نادي العنوان الواحد
وهو نادٍ يناقش فيه الأعضاء عنوانًا معينًا قرأه الجميع في آنٍ واحد، وعادةً يشتري كل عضو نسخته الخاصّة من الكتاب. بالطبع، على النادي أن يقرر العنوان الذي سيقرؤونه مقدمًا. تختار بعض الأندية الإصدارات الحديثة، وبعضها الآخر قد تختار عناوينًا أقدم، أو مزيجًا من الاثنين. في حال كان لقاء النادي في مكتبة، فباستطاعة الأعضاء أن يستعيروا نسخًا من المكتبة ضمن فترةٍ زمنية محددة لنقاش الكتاب لاحقًا.
قد تكون هنالك بضعة مشاكل بخصوص هذه الأندية، فبعض الأعضاء يتخذون النادي فرصة للقاء أشخاصٍ آخرين وللتواصل الاجتماعي والنقاشات العامة، مبتعدين بعض الشيء عن المواضيع الأدبية إلى مواضيعٍ متنوعة، بينما أعضاء آخرين يحبذون الالتزام بالتحليل الادبي بجدية مركّزين على تساؤلاتٍ تخص الكتاب، مع القليل من المواضيع غير الأدبية. إضافةً إلى ذلك، فبعض الأعضاء قد يقترحون كتبًا ليسوا مهتمين بها من الناحية الأدبية، بل لأنهم يجدونها فرصةً للاستفادة منها شخصيًا أو لكي يلتزموا بمواعيد عامة. إضافةً إلى أن التوقعات والمستويات الثقافية المختلفة تولّد خلافات وخيبات أمل في هذا النوع من الأندية.

## نادي قراءة المكتبة
العديد من المكتبات العامة تُدير أندية قراءة بوصفه نشاطًا معتادًا للمكتبة بصفة أساسيّة. عادةً، يقوم صاحب المكتبة بإدارة النقاش بعد أن يقوم المشتركون بقراءة الكتاب، وتكون نسخ الكتب متوفرة للاستعارة أو الشراء من أجل لقاء النادي. لو شُكِّل نادي قراءة خارجيّ، فإن المكتبات عادةً توفر ما يشبه تحضيرات للنادي، إذ تحتوي على مجموعاتٍ من الكتب التي يمكن استعارتها من طريق كفيل معين. وعادةً، تكون مدة الاستعارة أطول من المعتاد، والتحضيرات عادةً تحتوي على دليل للقراءات المقترحة، وأسئلة للنقاش حولها. يُعدّ هذا أمرًا مفيدًا إذ إن أعضاء النادي ليسوا مجبرين على شراء نسخةٍ من الكتاب.
كما يقوم أصحاب المكتبات بتوفير الأغراض الضرورية لعقد اجتماعات النادي، فباستطاعتهم الحصول على نسخٍ عديدة وتمديد فترات الاستعارة. وهم أيضًا قادرون على تسهيل عقد الاجتماعات من طريق استخدام منصات النقاش الرقمية أو مكالمات الفيديو. العديد من أصحاب المكتبات أشادوا بالتأثير الإيجابي لعقد الاجتماعات عبر جوجل هانجاوت أو السكايب للأعضاء الذين يسكنون بعيدًا وللحالات التي لا يستطيع جميع الأعضاء حضور الاجتماع. لقد ساعد أصحاب المكاتب أندية الكتب غير التقليدية على إيجاد مكانهم في هذا المجتمع.